# Средние Пинячи
Средние Пинячи — деревня в Заинском районе Татарстана. Входит в состав Верхнепинячинского сельского поселения.

## География
Находится в восточной части Татарстана на расстоянии приблизительно 19 км на север по прямой от районного центра города Заинск на автомобильной дороге Набережные Челны-Заинск.

## История
Известно с 1762 года. Упоминалась также как Черемисская Пустошь, Тимерсу, Тимирсу-Тамак. Относится к населенным пунктам с компактным проживанием кряшен.

## Население
Постоянных жителей было: в 1762 — 17, в 1782 — 31 душа муж. пола; в 1834—127, в 1859—234, в 1870—272, в 1897—509, в 1913—627, в 1920—685, в 1926—552, в 1938—452, в 1949—284, в 1958—385, в 1970—246, в 1979—211, в 1989—141, в 2002—131 (татары 91 %), 130 в 2010.